# Mercedes-Benz F200
Pour les articles homonymes, voir Mercedes, Benz, 200 (nombre) et Imagination (homonymie).
La Mercedes-Benz F200 Concept Imagination est un concept-car coupé 2+2, de la série F (F de Forschungsfahrzeug, expérimental, en allemand) du constructeur automobile allemand Mercedes-Benz, présentée au Mondial de l'automobile de Paris 1996.

## Historique
Le véhicule a été présenté pour la première fois au Mondial de l'Automobile de Paris en 1996 dans le but de présenter des innovations en matière de design et de technologie. 
Ce concept-car présente les futures lignes design des Mercedes-Benz Classe S et Mercedes-Benz Classe CL.

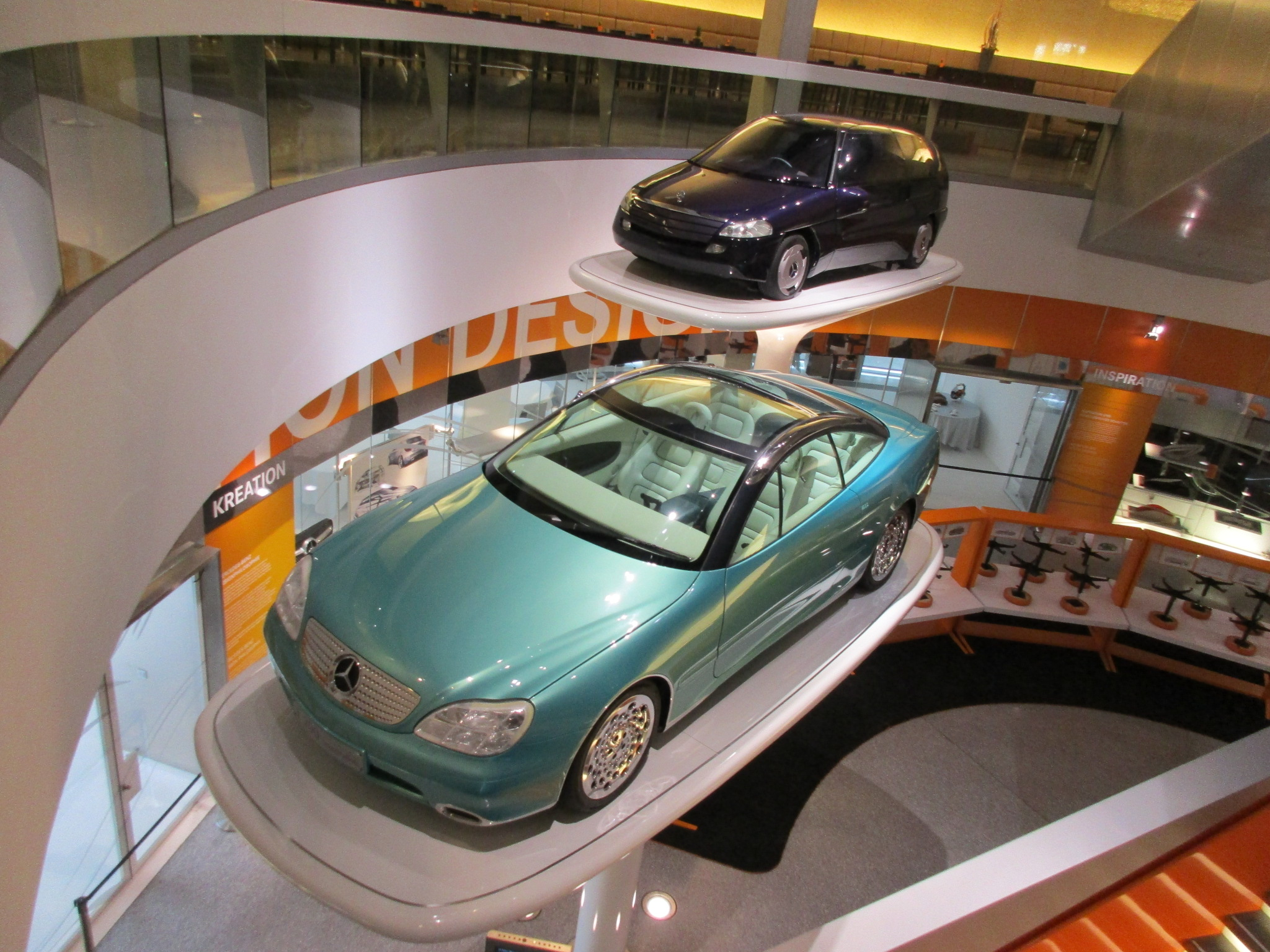
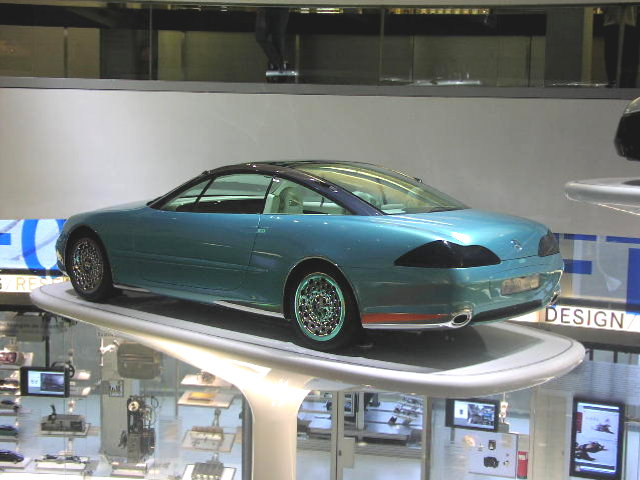
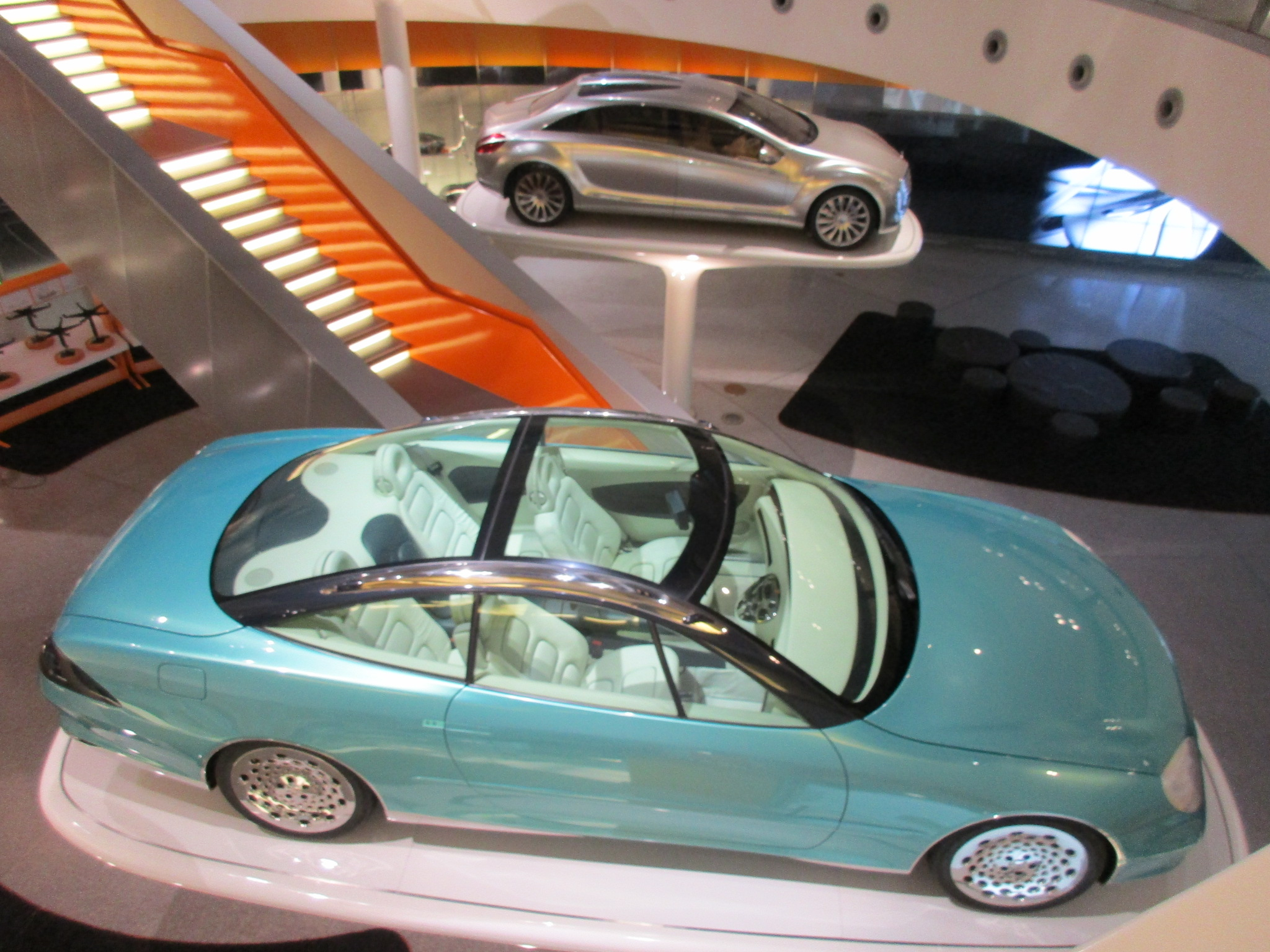

Elle succède à la Mercedes-Benz F100 (1990), et est suivie des Mercedes-Benz F300 (1997), F400 (2001), F500 (2003), F600 (2005), F700 (2007), F800 (2009), et F125! (2011).
La F 200 est exposée au musée Mercedes-Benz.

## Technologies
Elle est équipée de divers solutions technologiques d'avant garde de la marque, avec en particulier :
- conduite par deux manettes-manches-joysticks « sidesticks » « drive-by-wire » (inspirés de l'aéronautique et des jeux vidéo) en remplacement des volant, pédales, et levier de vitesse, à l'emplacement du levier de vitesses, et dans la portière conducteur[5], avec conduite possible au choix depuis les deux sièges avant[6].
- tableau de bord entièrement numérique sur toute la longueur
- reconnaissance vocale « Linguatronic », introduction de série en 1996 sous le nom de Linguatronic dans la Mercedes-Benz Sonderklasse (Type 140).
- toit panoramique vitré électro-transparent (avec bouton de commande de variation de transparence-opacité), introduction de série en 2002 dans la Maybach 62
- portes en élytre à ouverture automatique, introduction de série en 2003 sur la Mercedes-Benz SLR McLaren
- contrôle électronique « Active Body Control » (ABC) de tenue de route et de suspension hydraulique active, introduction de série en 1999 dans la Mercedes-Benz C 215
- coussins gonflables de sécurité avant (airbags) et latéraux (windowbags), introduction de série en 1998 dans la Mercedes-Benz W220
- 5 caméras vidéo de contrôle à la place des rétroviseurs
- éclairage par phares bi-xénon variables, et tubes néon cintrés, introduction de série en 2003 en tant que phares bi-xénon avec feux de virage actifs dans la Mercedes-Benz Classe E (Type 211)

## Motorisation
Elle est motorisée par un moteur V12 de 6 L, avec boîte de vitesses automatique à 5 rapports électronique, pour une vitesse de pointe de 250 km/h.